# Uaithne
Uaithne /ˈuənʲə/, también conocida como Daurblada ("Roble de dos florecimientos") y Coir-cethar-chuir ("Armonía de cuatro ángulos") era un arpa mágica de roble propiedad del dios de la mitología irlandesa Dagda, uno de los Tuatha Dé Danann. Este instrumento tenía la capacidad de controlar el orden las estaciones cuando era tocada, y podía interpretar tres tipos de melodías a saber: Goltraiges ("el acorde del llanto"), Gentraiges ("el acorde de la risa") y Suantraiges ("el acorde del sueño").
Durante la segunda batalla de Mag Tured, el arpa fue robada por los Fomoré. Por ello, Dagda y sus compañeros Lugh y Ogma fueron al lugar donde se refugiaban los Fomoré para recuperarla. Una vez dentro lograron abrirse paso hasta la sala de banquetes, en cuya pared se encontraba colgado el instrumento. Entonces, Dagda llamó al arpa con el siguiente cántico:

¡Ven daurdabla, dulce manzana murmuradora 
Ven, armonía formada por cuatro ángulos,
Venga el verano, venga el invierno, 
Saliendo de las bocas de arpas y gaitas y flautas!

Al oírlo, el arpa se descolgó de la pared y voló mágicamente hasta las manos de su dueño, con tanta rapidez que mató a nueve personas a su paso. Dagda comenzó entonces a tocar a Uaithne e interpretó el Goltraiges, lo que causó que todos los Fomoré presentes comenzaran a llorar y gemir; seguidamente, tocó el Gentraiges, que originó que todos riesen sin control; y finalmente Dagda interpretó el Suantraiges, que los dejó a todos profundamente dormidos. Aprovechando esto, Dagda, Lugh y Ogma salieron ilesos del campamento.